# Proalinopsis staurus
Proalinopsis staurus är en hjuldjursart som beskrevs av Harry K. Harring och Myers 1924. Proalinopsis staurus ingår i släktet Proalinopsis och familjen Proalidae. Arten är reproducerande i Sverige. Inga underarter finns listade i Catalogue of Life.